# Cratere Tutanekai
Tutanekai  è un cratere sulla superficie di Eros.